# Ардузел (Марамуреш)
Ардузел (рум. Arduzel) насеље је у Румунији у округу Марамуреш у општини Улмени. Oпштина се налази на надморској висини од 179 m.

## Становништво
Према подацима из 2002. године у насељу је живело 913 становника.

### Попис2002.
| Расподела становништва по националности 2002.‍ | Расподела становништва по националности 2002.‍ | Расподела становништва по националности 2002.‍ | Расподела становништва по националности 2002.‍ | Расподела становништва по националности 2002.‍ |
| --------------------------------------------- | --------------------------------------------- | --------------------------------------------- | --------------------------------------------- | --------------------------------------------- |
|                                               |                                               |                                               |                                               |                                               |
| Румуни                                        | Румуни                                        |                                               | 59                                            | 6,5%                                          |
| Мађари                                        | Мађари                                        |                                               | 854                                           | 93,5%                                         |